# Curtiss-Wright XP-55 Ascender
Le Curtiss-Wright XP-55 Ascender (désignation de la compagnie CW-24) était un prototype de chasseur américain des années 1940 produit par la Curtiss-Wright Corporation.
Avec les Vultee XP-54 et Northrop XP-56 Black Bullet, il était le résultat de la demande publiée le 20 février 1940 par l'US Army Air Corps (USAAC) sous l'appellation « Request for data R40-C »,. Le programme d'acquisition de chasseurs pour l'année fiscale 1940 était contenu dans ce document, qui fut approuvé par l'assistant du secrétaire à la guerre Louis K. Johnson le 9 juin 1939[réf. souhaitée], et qui demandait un avion avec des performances, un armement et une vision pour le pilote fortement améliorés. Cette requête autorisait spécifiquement la création de concepts aux formes ou caractéristiques non conventionnelles.
Appareil à la conception très particulière pour son époque, il était doté d'une configuration canard, d'un moteur installé à l'arrière du fuselage, d'ailes en flèche et de deux dérives verticales. En raison de sa configuration à hélice propulsive (dite « Pusher » en anglais), il était parfois désigné sarcastiquement « Ass-ender » (« Ass » signifiant « cul » en anglais). Comme le XP-54, l'Ascender fut initialement conçu pour le moteur Pratt & Whitney X-1800 et dut repasser sur les planches à dessin quand le projet de ce moteur fut annulé.
Le XP-55 fut l'un des derniers avions conçus sous la supervision de Donovan Berlin, avant qu'il ne quitte la compagnie Curtiss pour rejoindre Fisher et travailler sur le P-75. Il fut également le premier chasseur Curtiss à employer un train d'atterrissage tricycle.

## Conception et développement

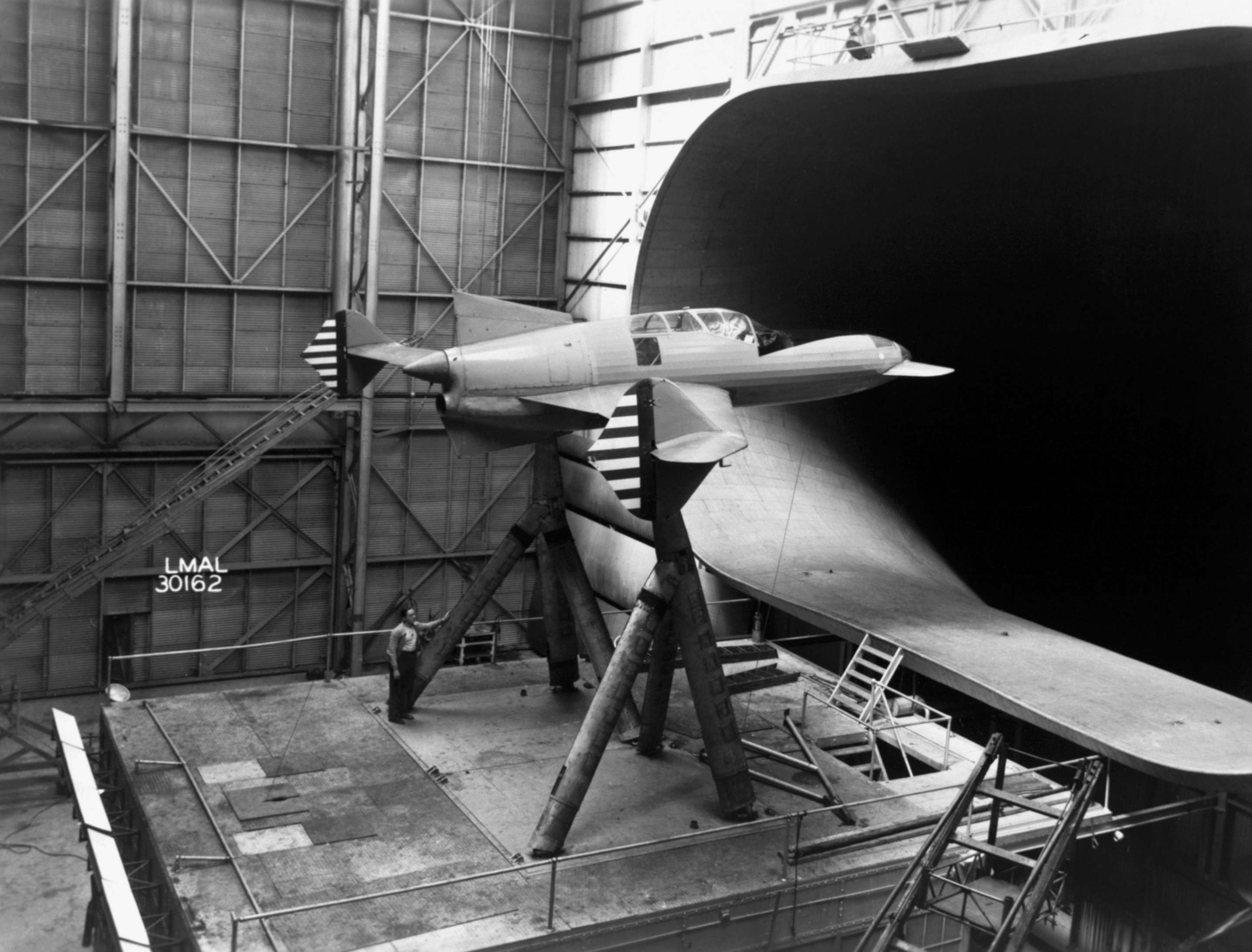
Le Curtiss CW-24B dans le tunnel aérodynamique du NACA, à Langley.

Le 22 juin 1940, la compagnie Curtiss-Wright reçut un contrat de l'US Army pour la collecte de données de conception préliminaires et la création d'un modèle motorisé pour effectuer des essais en soufflerie. La désignation P-55 fut réservée pour le projet. L'US Army Air Corps (USAAC) ne fut pas complètement satisfaite des résultats de ces tests, et la compagnie Curtiss-Wright prit sur elle-même le pari de réaliser un modèle volant à taille réelle, qu'elle désigna CW-24B. Le banc d'essais volant était propulsé par moteur à cylindres en ligne B6/B6S (en) de 275 ch (205 kW) de la Menasco Manufacturing Company. Il possédait un fuselage en tubes d'acier soudés recouverts de tissu et des ailes en bois. Le train d'atterrissage n'était pas rétractable.
Après la finalisation de sa construction, le CW-24B fut livré au centre d'essais en vol de l'US Army à Muroc Dry Lake (plus tard renommé Edwards AFB), en Californie. Il y effectua son premier vol le 2 décembre 1941. Même si la vitesse maximale était faible, en raison du moteur anémique qui propulsait l'engin, le CW-24B prouva qu'il pouvait voler. Les premiers vols indiquèrent cependant que l'avion faisait preuve d'une certaine instabilité en lacet. La surface des extrémités d'ailes initiales fut agrandie et elles furent étirées vers l'extérieur, et des dérives verticales furent ajoutées au-dessus et en dessous du capot moteur. 169 vols furent effectués avec le CW-24B à Muroc entre décembre 1941 et mai 1942. Ensuite, après avoir reçu le numéro de série de l'USAAC 42-39347, l'avion fut transféré à Langley Field, en Virginie, pour y subir des tests supplémentaires par le NACA.
Le 10 juillet 1942, l'US Army Air Forces publia un contrat pour la production de trois prototypes, sous la désignation de XP-55. Les numéros de série allaient de 42-78845 à 42-78847. Pendant ce temps, le moteur X-1800 à cylindres en H et soupapes à chemise louvoyante subissait de sérieux retards de développement, puis fut finalement abandonné. Curtiss décida de basculer vers le moteur à cylindres en V et refroidissement liquide Allison V-1710 (F16) de 1 000 ch (750 kW), en raison de sa disponibilité et de sa fiabilité éprouvée. L'armement devait être constitué de deux canons Hispano-Suiza HS-404 de 20 mm et deux mitrailleuses Browning M2 de 12,7 mm. Pendant la phase de création des maquettes (en anglais : « mock-up phase »), il fut décidé de passer au moteur V-1710-95 plus puissant, développant 1 275 ch, et les deux canons de 20 mm furent remplacés par deux autres mitrailleuses de 12,7 mm.
Une caractéristique spéciale du XP-55 était la présence d'un levier de largage de l'hélice dans le cockpit, afin d'éviter au pilote de la percuter en cas d'évacuation de l'avion pendant un combat. Le dispositif de largage fut inventé par W. Jerome Peterson alors qu'il travaillait comme ingénieur de conception pour Curtiss-Wright.

## Histoire opérationnelle

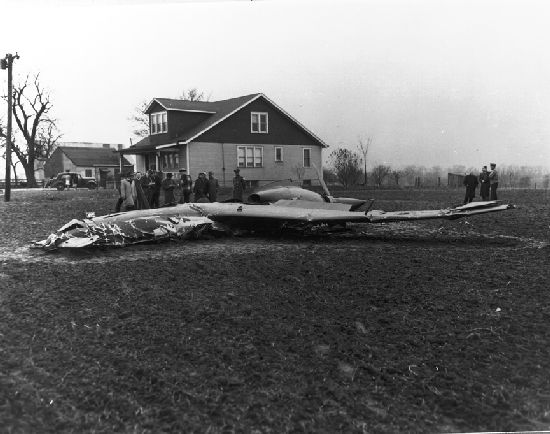
Ce qu'il restait du premier XP-55, après son crash en novembre 1943.

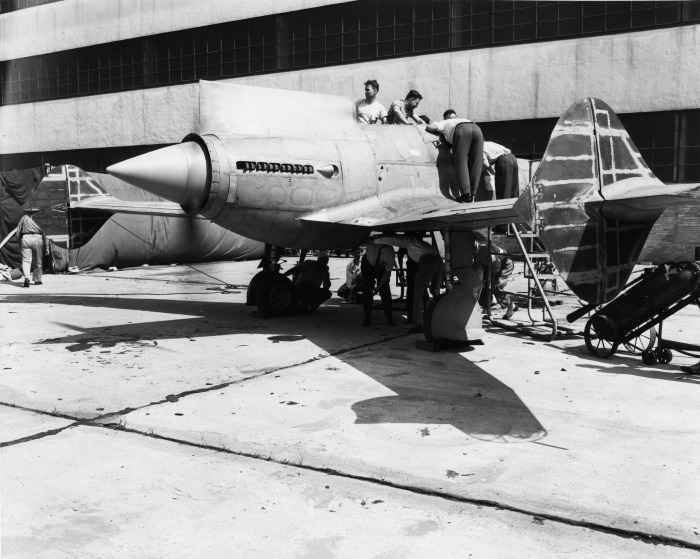
Vue de l'arrière de l'avion, moteur tournant.

Le premier XP-55 (no 42-78845) fut achevé le 13 juillet 1943 et avait la même configuration aérodynamique que le prototype CW-24B final. L'avion effectua son premier vol d'essai le 19 juillet 1943, depuis le terrain Scott Field de l'US Army, près de l'usine Curtiss-Wright à St Louis, dans le Missouri. Le pilote aux commandes était J. Harvey Gray, le pilote d'essai de Curtiss. Les tests initiaux révélèrent que la course de décollage de l'avion était excessivement longue. Afin de résoudre ce problème, la taille de l'élévateur avant (la gouverne de profondeur sur un avion « canard ») fut augmentée et le compensateur supérieur des ailerons furent interconnectés avec les volets, et ils pouvaient ainsi être actionnés en même temps que les volets lorsque ceux-ci étaient abaissés.
Le 15 novembre 1943, le pilote d'essai, aux commandes du premier prototype, était en train de tester les performances en décrochage de l'avion en altitude lorsque le XP-55 se retourna brusquement sur le dos et entama une chute incontrôlée en vol inversé. Le pilote ne parvint pas à rétablir la situation et l'avion tomba, hors de tout contrôle, pendant 4 900 m avant que Gray ne puisse sauter en parachute. L'avion fut complètement détruit lors de l'impact avec le sol.
Le second XP-55 (no 42-78846) était similaire au premier mais avec un élévateur avant légèrement plus grand, des compensateurs de gouvernes modifiés et des compensateurs d'ailerons passés d'un modèle à balancier à un modèle à ressorts. Les modifications complètes de cet exemplaire ne purent pas être effectuées car sa fabrication était déjà bien avancée quand le premier exemplaire s'était écrasé. Il vola pour la première fois le 9 janvier 1944. Tous les vols d'essais furent soumis à des restrictions empêchant aux pilotes d'aller titiller la zone de décrochage de l'appareil.
Le troisième XP-55 (no 42-78847) vola pour la première fois le 25 avril 1944. Il était doté de quatre mitrailleuses et incorporait certaines améliorations provenant des enseignements tirés du crash du premier prototype. Il fut trouvé que les caractéristiques de décrochage de l'avion pouvaient être grandement améliorées par l'ajout d'extensions de bout d'aile de 1,22 m de long, et en augmentant les limites de débattement de l'élévateur avant. Un système artificiel d'avertissement de décrochage fut également installé, afin de donner plus de chances aux pilotes de se sortir d'une telle situation. Entre le 16 septembre et le 2 octobre 1944, le second prototype, qui avait été modifié aux mêmes standards que le troisième, entra dans la phase d'essais en vol pour l'USAAF. Malgré les modifications apportées à l'avion, qui avaient amélioré les caractéristiques en montée et en vol en palier, les performances du XP-55 ne furent pour autant pas très impressionnantes, et étaient même assez souvent inférieures à celles de chasseurs plus conventionnels déjà en service. De plus, la maniabilité à basse vitesse de l'appareil posait toujours problème, car le pilote avait tendance à appliquer des actions excessives sur les commandes, en raison d'un manque de ressenti sur celles-ci. L'avertisseur de décrochage était toujours insuffisant et le moteur souffrait de problèmes de refroidissement.
En outre, vers 1944 les chasseurs à réaction en étaient déjà à un stade de développement assez avancé, et il n'y eut plus aucune tentative de développement ultérieur du XP-55. Les essais en vol de l'avion de terminèrent le 21 avril 1945.
Le troisième prototype fut perdu le 27 mai 1945 pendant la journée de fermeture du septième War Bond Air Show de l'USAAF à Wright Field (en) à Dayton, dans l'Ohio. Après un passage bas en formation avec un P-38 Lightning et un P-51 Mustang à ses côtés, son pilote, William C. Glasgow, tenta d'effectuer un tonneau lent, mais perdit de l'altitude et s'écrasa, envoyant des débris en flammes dans des véhicules civils présents sur une autoroute près de l'aérodrome. Le crash tua le pilote Glasgow et quatre civils au sol.

## Statut actuel
Seulement trois prototypes du XP-55 ont été produits, dont deux ont terminé leur courte carrière par un crash. Un exemplaire a toutefois survécu et est toujours visible dans un musée :
- no 42-78845 : Premier prototype. Cet avion s'est écrasé après une chute incontrôlable le 15 novembre 1943, mais le pilote est parvenu à sauter en parachute[12] ;
- no 42-78846 : Deuxième prototype. Cet exemplaire est le seul encore existant, et est exposé à l'Air Zoo (en) à Kalamazoo, dans le Michigan. Il est en prêt à longue durée du Smithsonian's National Air and Space Museum, à Washington, D.C.[13] ;
- no 42-78847 : Troisième prototype. Cet exemplaire s'est écrasé pendant un spectacle aérien à Wright Field, dans l'Ohio, le 27 mai 1945[12]. Le pilote et quatre civils ont été tués.

### Magazines
- (en) Roland B. Scott, « Air Mail », Wings, Granada Hills, Californie, États-Unis, vol. 8, no 5,‎ octobre 1978.
- (en) « Flying Backwards to the Future », Popular Science, vol. 147, no 2,‎ août 1945, p. 154-155 (lire en ligne).
- (en) Gerald H. Balzer, « Request for Data R40-C (The Origin of the XP-54, XP-55 and XP-56), Part 1 of 4 », AAHS Journal, American Aviation Historical Society, vol. 40,‎ 1995, p. 242.